# Rada Ambasadorów
Rada Ambasadorów (Konferencja Ambasadorów, ang. Conference of Ambassadors, fr. Conférence des Ambassadeurs) – międzynarodowy organ wykonawczy kończącej I wojnę światową konferencji pokojowej w Wersalu, funkcjonujący w latach 1920–1935.
W jej skład wchodzili paryscy ambasadorowie: Wielkiej Brytanii, Włoch, Japonii i USA, a po ustąpieniu USA także Belgii. Obradom przewodniczył przedstawiciel Francji, Jules Cambon. Wśród zadań Rady znalazły się m.in. sprawy przesunięć terytorialnych.
W sprawach polskich do jej decyzji należały:
- lipiec 1920 – podział Śląska Cieszyńskiego (bez przeprowadzania plebiscytu) na część polską i czechosłowacką oraz przekazanie Czechosłowacji większej części terenów Spiszu i Orawy
- sierpień 1920 – przyznanie Niemcom (po przeprowadzeniu plebiscytu) spornych terenów Warmii, Mazur i Powiśla
- październik 1921 – podział Górnego Śląska pomiędzy Niemcy a Polskę po plebiscycie i III powstaniu śląskim
- 15 marca 1923 – zatwierdzenie przebiegu wschodniej granicy II Rzeczypospolitej, w tym przyznanie jej Wileńszczyzny i uznanie suwerenności nad Galicją Wschodnią.